# Манолій Лупул
Манолій Роберт Лупул (англ. Manoly Robert Lupul; 14 серпня 1927, Веллінгтон, Канада — 24 липня 2019, Калгарі, Канада) — історик, педагог, професор Альбертського університету.

## Біографія
Манолій Лупул народився 14 серпня 1927 року у Веллінгтоні, у родині українських емігрантів.
Навчався у Альбертському університеті. У 1950 році отримав ступінь старшого бакалавра мистецтва, в 1951 році — бакалавра освіти.
У 1955 року у Міннесотському університеті став магістром.
У 1957—1958 роках викладав в університеті Бостона.
У 1958—1990 роках — професор історії в Альбертському університеті.
У 1963 році в Гарвардському університеті одержав ступінь доктора історії.
У 1976 році заснував Канадський інститут українських студій при Альбертському університеті і до 1986 року був його директором.

## Громадська діяльність
З 1973 по 1976 роки — окружний керівник і заступник голови Канадського ради з питань багатокультурності.
З 1973 по 1975 роки — президент, потім почесний член Клубу українських професіоналістів і підприємців.
З 1974 року — голова дорадчого комітету програми двомовності, член Ради української культурної спадщини.
З 1973 по 1975 і з 1979 по 1981 роки — редактор «Ukranian Canadian Review».
Помер 24 липня 2019 року в Калгарі, Альберта, Канада.

## Нагороди
2003 рік — Орден Канади (англ. Members of the Order of Canada; «за збереження і поглиблення української культури і мови серед канадської багатокультурної мозаїки»).

## Основні роботи
- The Roman Catholic Church and the North-West School Question: a Study in Church State Relations in Western Canada, 1875—1905. Toronto, 1974;
- Ukrainian Canadians, multiculturalism, and separatism, an assessment: proceedings of the conference sponsored by the Canadian Institute of Ukraine Studies, University of the Alberta, Edmonton, September 9, 11, 1977/Edited by Manoly R.Lupul;
- The Heritage in Transition: Essays in the History of Ukrainian in Canada. Toronto, 1982; Visible Symbols: Cultural Expression among Canada's Ukrainian. Edmonton, 1984;
- Osvita: Ukrainian Bilingual Education. Edmonton, 1985;
- The Politics of Multiculturalism: A Ukrainian-Canadian Memoir. Edmonton, 2005.